# 拉兹人
拉兹人（拉兹语Lazi (ლაზი) 或 Lazepe (ლაზეფე)；土耳其语Lazlar ；格鲁吉亚语Lazi (ლაზი) 或 Č’ani (ჭანი)）是土耳其和格鲁吉亚黑海沿岸地区的本土族群 。曾是科尔基斯古王国的主要部族，拉兹人最初信仰基督教，在特拉布宗帝国时期他们是该国的主要民族，拉兹族的大部分后在16世纪的奥斯曼帝國来皈依伊斯兰教逊尼派。